# Saverio Busiri Vici
Saverio Busiri Vici (Roma, 28 luglio 1927 – Roma, 16 agosto 2023) è stato un architetto italiano.

## Biografia
Appartenente alla storica famiglia di architetti (era figlio di Clemente), laureato alla Sapienza - Università di Roma, fu membro dell'Accademia nazionale di San Luca e consultore della Pontificia Commissione di Arte Sacra. 
Tra le numerose opere realizzate a Roma si ricordano: il padiglione di elettronica e la sistemazione del Parco astronomico a Monte Mario (1962), la chiesa di S. Maria della Visitazione a via dei Crispolti (la cui progettazione inizia nel 1965, il progetto esaminato dalla sottocommissione della Pontificia Opera per la preservazione della fede nel novembre 1966, viene approvato dalla Pontificia Commissione centrale per l'arte sacra in Italia nel 1967 e dalla Commissione del Comune di Roma (protocollo 59749/66) nel 1967, per poi proseguire con la gara di appalto ed assegnazione ed inizio lavori terminati nel 1971), il Collegio S. Pietro Apostolo di Propaganda Fide in via delle Mura Aurelie (1967-69), villa Ronconi in via A. Magno (1970-73), la Curia generalizia della Congragazione San Vincenzo de' Paoli in via del Capasso (1971-72), edifici pluriuso in viale Jonio (1972), il progetto di espansione per il campus dell'Università di Roma in via Tiburtina (1972-74),i due edifici Auditorium, Biblioteca-Rettorato della Pontificia università urbaniana in via Urbano VIII (1974-75), il restauro e la ristrutturazione del Palazzo di Propaganda Fide in piazza di Spagna (1975-79), il Centro congressi e ricezione CIAM in via Urbano VIII (1980-85).

## Archivio
L'archivio di Saverio Busriri Vici è conservato a Roma presso lo studio dell'architetto. La documentazione riguarda i progetti e gli studi del professionista: 83 contenitori di disegni (per un totale di 8000 ca.), 1500 fotografie, 55 scatole di lastre, plastici 20 fondo.